# Aphis phaceliae
Aphis phaceliae är en insektsart som beskrevs av David D. Gillette och Palmer 1929. Aphis phaceliae ingår i släktet Aphis och familjen långrörsbladlöss. Inga underarter finns listade i Catalogue of Life.